# Башкардин, Илья Семёнович
Илья Семёнович Башкардин - советский общественный и политический деятель, депутат Верховного Совета РСФСР. 

## Биография
Родился в бедной крестьянской семье в Вологодской губернии в 1902 году.
Служил в РККА. Вступил в ВКП(б) в 1926 году. В 1920-30-х гг. - на советской и партийной работе. Работал секретарём Кагановичского райкома партии в Красноярске. Затем был вызван на работу в Ленинград, где работал секретарём парткома завода «Электросила». В 1937 году вернулся в Красноярск, где стал председателем горисполкома (1937-1938 гг.). Избирался депутатом Верховного Совета РСФСР I созыва от Красноярского городского избирательного округа Красноярского края (1938-1947). В июле 1938 года был отозван с этой должности на руководящую партийную должность секретарём на заводе «Электросила».
В Великую Отечественную войну - начальник РЖУ Московского района города Ленинграда, командир батальона местной ПВО. 
Дальнейшая судьба неизвестна.